# Marquesado de Valde-Íñigo
El marquesado de Valde-Íñigo es un título nobiliario español creado por el rey Carlos III en 1778 a favor de Manuel Joaquín Saénz de Santa María, nieto del marqués de Urbieta y casado con la hija del marqués de Someruelos. Al efecto de ser nombrado marqués, Manuel Joaquín recibió el vizcondado previo de Ana Vélez, pues Felipe IV había establecido que para ser nombrado marqués o conde, primero había que ser vizconde.
A la muerte sin sucesión del i marqués en 1780, su viuda, Coleta del Muro, casada en segundas nupcias con Juan de Rosales, inició un pleito para la consecución del marquesado. Sin embargo en 1791 el Consejo de Carlos IV emitió sentencia a favor de José Saénz de Santa María, tío del i marqués y promotor del Oratorio de la Santa Cueva de Cádiz. La carta de sucesión no se emitió hasta 1793. A su muerte sin sucesión el título pasó a su sobrino Manuel María Gil y Saénz de Santa María, primogénito de su hermana Francisca Javiera y de su esposo Francisco Gil.

## Marqueses de Valde-Íñigo
- Manuel Joaquín Saénz de Santa María, i marqués de Valde-Íñigo.
- José Saénz de Santa María, ii marqués de Valde-Íñigo.[1]
- Manuel María Gil y Saénz de Santa María, iii marqués de Valde-Íñigo.
- Sergio Ignacio Saénz De Santa Maria y Redondo, iv marqués de Valde-Íñigo.